# Brethren
Brethren es un lugar designado por el censo ubicado en el condado de Manistee en el estado estadounidense de Míchigan. En el Censo de 2010 tenía una población de 410 habitantes y una densidad poblacional de 50,22 personas por km².

## Geografía
Brethren se encuentra ubicado en las coordenadas 44°17′33″N 86°0′37″O / 44.29250, -86.01028. Según la Oficina del Censo de los Estados Unidos, Brethren tiene una superficie total de 8.16 km², de la cual 8.07 km² corresponden a tierra firme y (1.11%) 0.09 km² es agua.

## Demografía
Según el censo de 2010, había 410 personas residiendo en Brethren. La densidad de población era de 50,22 hab./km². De los 410 habitantes, Brethren estaba compuesto por el 97.56% blancos, el 0% eran afroamericanos, el 0.98% eran amerindios, el 0.24% eran asiáticos, el 0% eran isleños del Pacífico, el 0.24% eran de otras razas y el 0.98% pertenecían a dos o más razas. Del total de la población el 0.73% eran hispanos o latinos de cualquier raza.